# Historický fond Diecézní knihovny (Nitra)

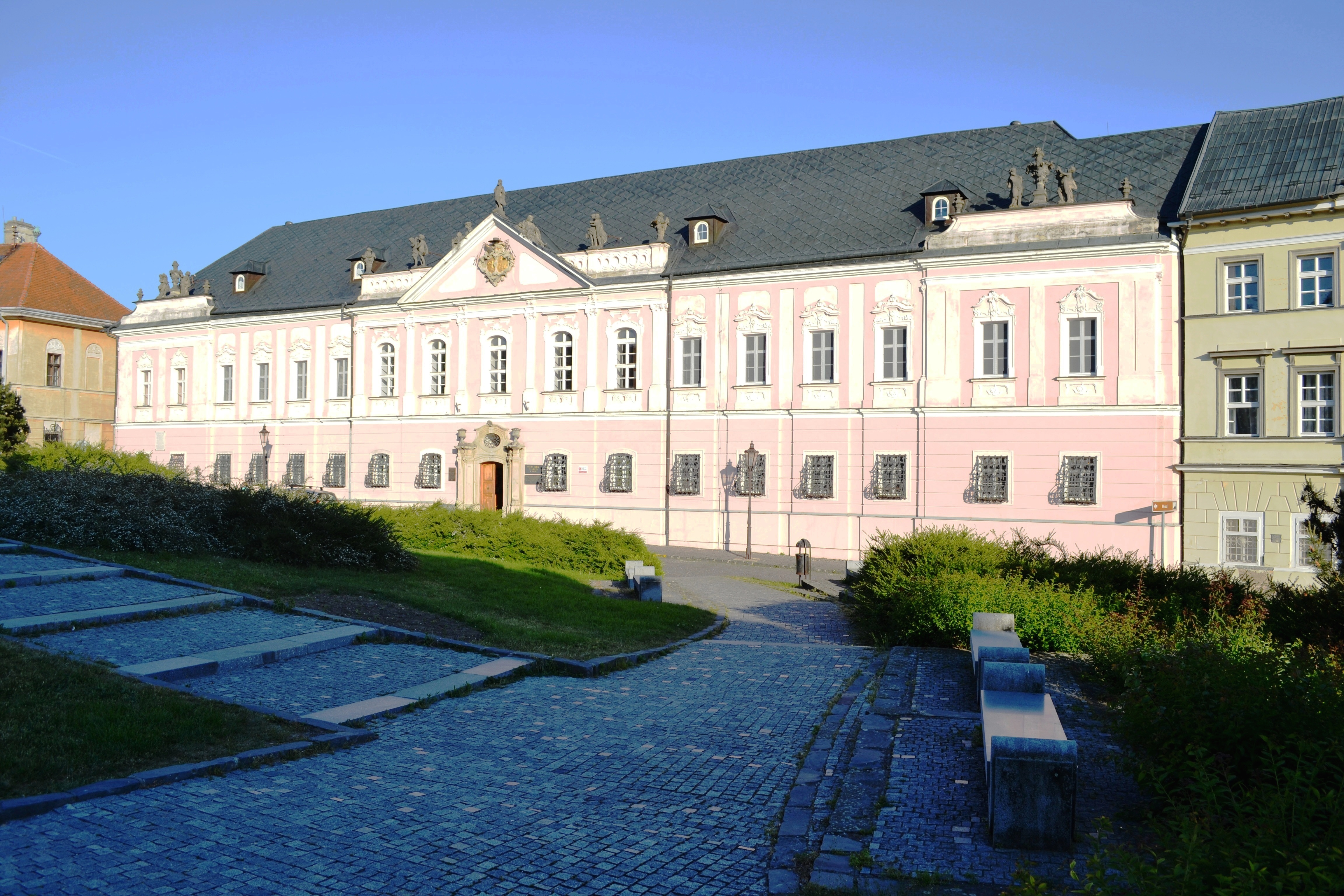
Diecézní knihovna je v severovýchodním křídle Velkého semináře

Historický fond Diecézní knihovny v Nitře se nachází v prostorách Kněžského semináře sv. Gorazda na Samově ulici č. 14/983 v Nitře. Je v něm uloženo 65 288 knihovních svazků (podle inventarizace z roku 1981), dá se mluvit o 71 341 titulech. Diecézní knihovna je umístěna v přízemí severovýchodního křídla semináře. Historický fond byl vyhlášen roku 1990 Nařízením vlády Slovenské republiky č. 478 z 23. května za movitou národní kulturní památku. Také k ní třeba připočíst cca 1 000 nezkatalogizovaných svazků, což jsou příspěvky správce Ladislava Belase po roce 1990. Za oficiální otevření knihovny lze brát 30. listopad 1885.

## Historie
Tvorba fondu knihovny sahá do 12. století, kdy se začaly shromažďovat v katedrálním kostele rukopisné kodexy. Tyto se staly základem katedrální knihovny (z roku 1828 se vzpomíná index knih katedrální knihovny jako Index Librorum Bibliothecae Cathedrale Ecclesiae Nitriensis a z roku 1850 jako Maculatori Elenchi Operum Bibliothecae Cathedrale Ecclesiae Nitriensis collectum), předchůdce Diecézní knihovny.
Zachariáš Mošovský (1582 – 1587) byl prvním sběratelem knih, který se zasloužil o obohacení sbírky  o Prvotisky a tisky ze 16. století. Je jich 1 405.
O rozvoj knihovny se starali Nitranští biskupové:
- Pavol Abstémius-Bornemissa (1557 – 1579)
- Anton Révai (1582 – 1783), zanechal roce 1784 460 svazků
- Valentín Lépes?? (1607 – 1619)
- Peter Korompay (1686 – 1690),
- Ladislav Adam Erdödi (1706 – 1736), přestěhoval knihovnu po svých předchůdcích do dvou místností ve věži katedrálního kostela
- Ján Gusztini (1764 – 1777)
- Augustín Krištof Mikuláš Štefan Roškováni (1859 – 1892), vyniká ze všech, daroval svou sbírku o cca 19 tisících svazků. V letech 1876–1879 přestavěl severovýchodní křídlo semináře na knihovnu a umístil do ní kromě katedrální knihovny i sbírky dalších biskupů Josefa Wuruma (1827 – 1838), Imricha Palugyayho (1838–1858), kanovníků Andreje Zemaníka, Jana Dualského a také seminární knihovny a vlastní.
- 30. listopadu 1885 v době otevření měla knihovna Bibliotheca Dioecesana 36 223 knih

Další biskupové rozvíjející knihovnu:
- Imrich Bende (1893 – 1911)
- Viliam Batthyányho (1911 – 1920), jeho knihy tvoří kvůli vlepení exlibris dobře identifikovatelný soubor.
- Karol Kmeťko (1921 – 1948), snažil se vytvořit Ústřední diecézní Slovenskou knihovnu.
- 1961 knihovna byla předána do správy Okresní knihovny.
- 1963–1966 knihovnu řídilo Okresní vlastivědné muzeum, po ní zase Okresní knihovna.
- 21. ledna 1990 se vrátila pod správu Biskupského úřadu a správcem se stal Ladislav Belás.
- 23. května 1990 byl fond Diecézní knihovny prohlášen za movitou národní kulturní památku, fond je zvětšený o cca 1 000 svazků z příspěvku správce.

## Složení fondu
Jazykové:
- Latina 35%
- Maďarština 23%
- Němčina 21%
- Celkově 37 jazyků, kromě evropských i čínština a japonština
- V češtině asi 150 svazků zejména bernolákovců a i Antona Bernoláka

Chronologické:
- 15. století     85
- 16. století  1 455
- 17. století  3 681
- 18. století 11 657
- 19. století 49 277
- 20. století  7 461 titulů

## Dělení fondu podle tematických skupin
- Teologická díla
  - Církevní právo 1 875 sv. (Základní díla církevního práva, církevní zákony, díla o vztahu církve a státu) zde i 1273 sv. Metrimonium a Coelibát
  - Schematizmy 1 371 sv.
  - Kalendáře 188 sv.
  - Studium biblicum 1 227 sv.
  - Sancti Patres 1 052 sv.
  - Theologie Pastorale et liturgica 2 276 sv.
  - Theologie generalis, dogmatika, morálně 4 775 sv.
- Historie, zeměpis
  - Historia universalis et geografie 1 514 titulů
  - Historia Hungariae 2 019 sv.
- Literatura 1 639 sv.
- Periodika
  - Scripta periodica civilis et ecclesiastica 1 072 titulů v 10 364 sv.
  - Auctores Graecia et Latini 395 sv.
- Gramatika 630 sv.
- Bibliografie 2 399 sv.
- Filozofie 975 sv.
- Pedagogika 716 sv.
- Medicína 456 sv.
- Zemědělství 149 sv.
- Umění 152 sv.
- Numismatika 200 sv.
- Společenské vědy 176 sv.
- Přírodní vědy
- Právo 1 288 sv

## Zajímavosti
- Nejstarší prvotisky z roku 1473, komentář k dílu Boëthius, Anicius Manlius Torquatus Severinus: De consolatione philosophiae[1]
- Prvotisky obsahující celostránkové dřevorytiny s figurálními motivy Officium Beate Virginis Mariae, (Paříž, 1495).
- Nitranský kodex pravděpodobně z roku 1083
- Nejstarší bible z roku 1475
- Dílo Mateja Bela z let 1735 – 1742 vytištěné ve Vídni Notitiae Hungariae Novae
- pětijazyčný slovník Antona Bernoláka z roku 1825, kde se poprvé vzpomíná slovenština
- Podpis císaře Františka Josefa I. ze 7. září 1887 v návštěvní knize
- Nejmenší knihou je knížka o rozměrech 8 x 5,5 cm vydána v roce 1628.
- Největší knihou je Atlas československých dějin s rozměry 50 x 43 cm vydán v Praze v 1965.
- Nejsilnější knihou jsou Zápisky z dějin polského sejmu s 1 659 stranami vydané v r. 1557
- Nejtěžší knihou je Neerlandia Catholica z 19. století s hmotností přibližně devět kilogramů
- Calepiniho slovník Ambrosio Calepini dictionarium undecim linguarum z roku 1599 vydaný v Basileji obsahuje text v 11 jazycích
- Zajímavou je i Gramatika romské řeči v maďarštině z roku 1800